# Seleção Haitiana de Futebol
A Seleção Haitiana de Futebol representa o Haiti nas competições de futebol da FIFA.

## História
Foi campeão do Campeonato da CONCACAF em 1973 e vice-campeão em 1971 e 1977. Nos Jogos Olímpicos da Juventude, conquistou a medalha de prata em 2010. Nos Jogos Pan-Americanos, seu melhor resultado foi o 4º lugar em 1959.

## Campanhas de destaque
- Jogos Olímpicos da Juventude
  - medalha de prata: 2010
- Jogos Pan-Americanos
  - 4º lugar: 1959
- Campeonato da CONCACAF
  - 2º lugar: 1971, 1977

## Copa do Mundo
- 1930 - não entrou
- 1934 - não se qualificou
- 1938 - não entrou
- 1950 - não entrou
- 1954 - não se qualificou
- 1958 a 1966 - não entrou
- 1970 - não se qualificou
- 1974 - primeira fase
- 1978 a 1986 - não se qualificou
- 1990 - não entrou
- 1994 a 2018 - não se qualificou

## Campeonato da CONCACAF
- 1963 - Não se classificou
- 1965 - 6º lugar
- 1967 - 5º lugar
- 1969 - Desqualificado
- 1971 - 2º lugar
- 1973 - Campeão
- 1977 - 2º lugar
- 1981 - 6º lugar
- 1985 - 1º fase
- 1989 - Não se classificou
- 1991 - Não se classificou
- 1993 - Não se classificou
- 1996 - Não se classificou
- 1998 - Desistiu
- 2000 - Primeira Fase
- 2002 - Quartas de Finais
- 2003 - Não se classificou
- 2005 - Repescagem
- 2007 - Primeira Fase
- 2009 - Primeira Fase
- 2011 - Quartas de Finais
- 2013 - Não se classificou
- 2015 - Primeira Fase
- 2017 - Não se classificou
- 2019 - Semifinal
- 2021 - Primeira Fase

## Copa América
- 2016 - Primeira Fase

## Eliminatórias para a Copa do Mundo em 2014 no Brasil
Em 2014, após o sorteio das eliminatórias para a copa do mundo em 2014, a seleção Haitiana participou das eliminatórias da América do Norte/Central e Caribe, na qual a seleção do Haiti está no grupo F e teve pela frente as seleções da Antígua e Barbuda, Ilhas Virgens Americanas e a seleção do Curacão.
O Haiti não conseguiu se classificar para a Copa de 2014, sendo eliminado na 3°fase das eliminatórias.
De acordo com o site da FIFA, o Haiti enfrentou no seu primeiro jogo as Ilhas Virgens Americanas previsto para o dia 02/09 e tem seu ultimo jogo contra a Atígua Barbuda no dia 15/11, jogo realizado em casa, caso se classifique cairá no grupo A, pela terceira fase e pegara as seleções dos Estados Unidos e da Jamaica e outra seleção campeã do grupo E da segunda fase, na qual tem os Estados Unidos como uma pedreira, pois, para a seleção do Haiti tem uma seleção forte pela frente, no qual será um duelo entre a América do Norte e o Caribe. Sendo um grupo de pouca força o Haiti é um forte favorito para a classificação para a terceira fase, alias, por causa do terremoto em 2010 a seleção vem mandando os seus jogos em Miami nos Estados Unidos.
(Obs.:assunto pesquisado no site da FIFA, fifa.com")
Ranking da FIFA= 108º
Pontuação= 305 pts
Saldo= 8
(Obs.:assunto pesquisado no site da FIFA, pt.fifa.com/worldranking/rankingtable/index.html)

## O terremoto de 2010
Em 12 de Janeiro de 2010, um terremoto de magnitude 7 na escala Richter devastou o Haiti, e seu epicentro foi de 15 quilômetros da capital, Port-au-Prince. Seleccionador nacional do Haiti, o colombiano Jairo Rios, foi poupada porque ele iria viajar um dia depois de começar seu trabalho com a Federação. O DT não tem conhecimento se os seus jogadores estão na vida: "Eu não sei nada, a maioria dos jogadores estavam de férias, em casa, eu não sei se eles estão vivos ou mortos", disse ele.
Confrontado com as ruínas do edifício completamente em colapso, o presidente da FHF confirmou que 30 pessoas estavam lá no momento do terremoto. Todos morreram. Até segunda-feira 18 corpos mutilados foram vinte que permaneceram sob os escombros. As vítimas incluem administradores, árbitros, treinadores com vasta experiência internacional do futebol como o treinador do Sub-17.

## Uniformes

### Uniformes atuais
- 1º - Camisa azul, calção vermelho e meias azuis;
- 2º - Camisa vermelha, calção azul e meias vermelhas.

| Primeiro Uniforme | Segundo Uniforme |

### Uniformes dos goleiros
- Verde com detalhes pretas;
- Preto com detalhes vermelhas.

| Cores do Time · Cores do Time · Cores do Time · Cores do Time · Cores do Time | Cores do Time · Cores do Time · Cores do Time · Cores do Time · Cores do Time |

### Uniformes anteriores
- 2013-15

| Primeiro | Segundo |

- 2012-13

| Primeiro | Segundo |

- 2011-12

| Primeiro | Segundo |

- 2010-11

| Primeiro | Segundo |

- 2008-09

| Primeiro | Segundo |

- 2007-08

| Primeiro | Segundo |

- 2006-07

| Primeiro | Segundo |

- 2004-05 (Umbro)

| Primeiro | Segundo |

- 2004-05 (Nike)

| Primeiro | Segundo |

- 2002-03

| Primeiro | Segundo |